# Lista do Patrimônio Mundial na África Ocidental
A Organização das Nações Unidas para a Educação, a Ciência e a Cultura (UNESCO) propôs um plano de proteção aos bens culturais do mundo, através do Comité sobre a Proteção do Património Mundial Cultural e Natural, aprovado em 1972. Esta é uma lista do Patrimônio Mundial existente na África Ocidental, especificamente classificada pela UNESCO e elaborada de acordo com dez principais critérios cujos pontos são julgados por especialistas na área. A África Ocidental, região no extremo oeste do continente africano banhada pelo Oceano Atlântico, é uma das sub-regiões classificadas pela UNESCO, sendo parte integrante da região África.
A sub-região da África Ocidental é composta pelos Estados-membros: Benim, Burquina Fasso, Cabo Verde, Costa do Marfim, Gâmbia, Gana, Guiné, Mali, Mauritânia, Níger, Nigéria, Senegal e Togo. O sítio Ilha de Goreia (que integra o Patrimônio Mundial no Senegal) foi o primeiro local da África Ocidental reconhecido pela UNESCO, em 1978. No decorrer dos anos, o país teve outros seis sítios reconhecidos, sendo atualmente o país da sub-região com o maior número de bens listados; seguido pela Costa do Marfim (5 sítios); e pelo Mali (4 sítios).  
A sub-região conta ainda com três sítios compartilhados: Reserva natural integral do Monte Nimba (entre Costa do Marfim e Guiné), Complexo W-Arly-Pendjari (entre Benim, Burquina Fasso e Níger) e Círculos de pedras da Senegâmbia (entre Gâmbia e Senegal).

## Sítios do Patrimônio Mundial
A região da África Ocidental conta atualmente com os seguintes lugares declarados como Patrimônio da Humanidade pela UNESCO:
| Sítio                                                                     | Imagem | País                           | Localização                 | Critério                    | Ano  | Descrição | Ref.   |
| ------------------------------------------------------------------------- | ------ | ------------------------------ | --------------------------- | --------------------------- | ---- | --- | ------ |
| Complexo W-Arly-Pendjari                                                  |        | Benim · Burquina Fasso · Níger | Tillabéri / Alibori / Tapoa | Natural: (ix), (x)          | 1996 | Os parques estão na zona entre a savana e as terras florestais e são um ecossistema importante para a área biogeográfica. | [ 5 ]  |
| Palácios Reais de Abomei                                                  |        | Benim                          | Zou                         | Cultural: (iii), (iv)       | 1985 | A cidade foi sede de doze reinados que governaram o Reino do Daomé entre 1625 e 1900. Todos, exceto um rei, construíram seu palácio dentro da área. O local foi originalmente classificado como Patrimônio Mundial em perigo desde sua inscrição em 1985 devido aos grandes danos causados por um tornado, mas foi posteriormente removido desta lista em 2007. | [ 6 ]  |
| Sítios antigos de metalurgia ferrosa de Burkina Faso                      |        | Burquina Fasso                 | Mouhoun                     | Cultural: (iii), (iv), (vi) | 2019 | | [ 7 ]  |
| Ruínas de Loropéni                                                        |        | Burquina Fasso                 | Poni                        | Cultural: (iii)             | 2009 | Com mais de mil anos, Loropéni é a mais bem preservada das dez fortalezas dos Lobi, que faziam parte de cerca de uma centena de recintos de pedra construídos durante o comércio de ouro trans-saariano. | [ 8 ]  |
| Cidade Velha, Centro Histórico da Ribeira Grande                          |        | Cabo Verde                     | Ribeira Grande de Santiago  | Cultural: (ii), (iii), (vi) | 2009 | A cidade, no sul da ilha de Santiago, foi o primeiro entreposto colonial europeu nos trópicos, com ruínas que datam do século XVI. Duas igrejas, uma fortaleza real e a Praça do Pilar ajudam a compor a paisagem original desta cidade tropical. | [ 9 ]  |
| Parque nacional de Taï                                                    |        | Costa do Marfim                | Montagnes                   | Natural: (vii), (x)         | 1982 | Uma das poucas regiões remanescentes da floresta tropical da África Ocidental, o parque apresenta uma rica flora, bem como onze espécies de macacos. | [ 10 ] |
| Cidade Histórica de Grand-Bassam                                          |        | Costa do Marfim                | Lagunes                     | Cultural: (iii), (iv)       | 2012 | Uma cidade colonial construída durante os séculos XIX e XX, Grand-Bassam foi a primeira capital marfinense a seguir o domínio francês na região. Seus bairros, especializados em comércio, administração e habitação em geral, ajudaram a cidade a se tornar o polo econômico e judiciário do país, além de ser seu porto mais importante.                      | [ 11 ] |
| Parque nacional de Comoé                                                  |        | Costa do Marfim                | Bounkani                    | Natural: (ix), (x)          | 1983 | Entre as maiores áreas protegidas da África Ocidental, o parque inclui o rio Comoé e sua flora única. O bem foi incluído na Lista do Patrimônio Mundial em Perigo em 2003, devido à instabilidade política do país e atividades ilegais como caça furtiva e incêndios criminosos. Em 2017, o local foi retirado da classificação.                               | [ 12 ] |
| Reserva natural integral do Monte Nimba                                   |        | Costa do Marfim Guiné          | Zerecoré                    | Natural: (ix), (x)          | 1981 | A reserva inclui o Monte Nimba, suas encostas cobertas por floresta densa e pastagens de montanha. Em 1992, o parque foi inscrito na Lista do Patrimônio Mundial em Perigo por uma possível exploração de minérios em seu território. | [ 13 ] |
| Círculos de pedras da Senegâmbia                                          |        | Gâmbia · Senegal               | Central River / Kaolack     | Cultural: (i), (iii)        | 2006 | Os grupos de círculos de pedra estão entre mais de 1.000 monumentos diferentes ao longo do rio Gâmbia. Usados como cemitérios, eles foram erguidos entre o século 3 a.C. e o século 16 d.C. | [ 14 ] |
| Fortalezas e castelos das regiões Volta, Grande Acra, Central e Ocidental |        | Gana                           | Central / Volta             | Cultural: (vi)              | 1979 | O local apresenta os vestígios de postos comerciais fortificados, construídos ao longo da costa de Gana entre 1482 e 1786. | [ 15 ] |
| Edifícios Tradicionais da Civilização Ashanti                             |        | Gana                           | Axante                      | Cultural: (v)               | 1980 | O sítio, a nordeste de Kumasi, abriga as ruínas intactas do Império Axante, que atingiu seu auge no século XVIII. As habitações, que são feitas de terra, madeira e palha, são suscetíveis aos danos causados pelo "ataque do tempo e das intempéries". | [ 16 ] |
| Falésias de Bandiagara                                                    |        | Mali                           | Mopti                       | Misto: (v), (vii)           | 1989 | O planalto arenoso e as Falésias de Bandiagara delineiam o local, com casas, espigueiros, altares, santuários e pontos de encontro dos Togu-Na. Tradições sociais antigas, como máscaras, festas, rituais e cultos ancestrais, também contribuem para o seu significado cultural.                                                                               | [ 17 ] |
| Antigas Cidades de Djenné                                                 |        | Mali                           | Mopti                       | Cultural: (iii), (iv)       | 1988 | Habitada desde 250 a.C., a cidade era um elo importante no comércio de ouro trans-saariano e hoje abriga 2.000 casas tradicionais. Djenné foi incluída na Lista do Patrimônio Mundial em Perigo da UNESCO em 2016, devido à deterioração, urbanização descontrolada e erosão do solo.                                                                           | [ 18 ] |
| Túmulo de Ásquia                                                          |        | Mali                           | Gao                         | Cultural: (ii), (iii), (iv) | 2004 | Construída em 1495, a pirâmide foi construída como um túmulo para o imperador Ásquia Maomé I. Representa o poder de um império que controlava o comércio de ouro trans-saariano. O local figura como Patrimônio Mundial em Perigo desde a Batalha de Gao (2012).                                                                                                | [ 19 ] |
| Tombuctu                                                                  |        | Mali                           | Tombuctu                    | Cultural: (ii), (iv), (v)   | 1988 | A cidade foi um centro de propagação do Islã nos séculos XV e XVI e possui três mesquitas e muitas madraças. Em 2012, o sítio foi incluído na Lista do Patrimônio Mundial em Perigo devido aos danos causados pela Batalha de Gao. Alguns elementos importantes deste sítio têm sido destruídos sistematicamente pelo grupo extremista Ansar Dine.              | [ 20 ] |
| Reserva Natural de Aïr e Ténéré                                           |        | Níger                          | Arlit                       | Natural: (vii), (ix), (x)   | 1991 | A maior área protegida da África, localizada no Deserto do Ténéré, consiste no maciço rochoso vulcânico de Aïr e um pequeno bolsão isolado de Sahel com flora e fauna únicas. Em 1992, a reserva natural foi incluída na Lista do Patrimônio Mundial em Perigo devido ao aumento dos conflitos militares na região.                                             | [ 21 ] |
| Cidade Histórica de Agadèz                                                |        | Níger                          | Tchirozerine                | Cultural: (ii), (iii)       | 2013 | | [ 22 ] |
| Paisagem Cultural de Sukur                                                |        | Nigéria                        | Adamawa                     | Cultural: (iii), (v), (vi)  | 1999 | O sítio apresenta o Palácio do Hidi, campos em terraços e as ruínas de uma antiga indústria de ferro. | [ 23 ] |
| Bosque Sagrado de Oxum-Oxobô                                              |        | Nigéria                        | Oxobô                       | Cultural: (ii), (iii), (vi) | 2005 | As florestas densas desta região são um dos remanescentes finais de florestas altas no sul da Nigéria. É o último bosque sagrado da cultura iorubá ainda em plena atividade e bem preservado. | [ 24 ] |
| País Bassari: paisagens culturais Bassari, Fula e Bedik                   |        | Senegal                        | Kédougou                    | Cultural: (iii), (v), (vi)  | 2012 | | [ 25 ] |
| Delta do Saloum                                                           |        | Senegal                        | Ziguinchor                  | Cultural: (iii), (iv), (v)  | 2011 | A área sustentou a vida humana graças à pesca e à marisqueira, para a qual existem 218 montículos de marisco em todo o local. | [ 26 ] |
| Ilha de Goreia                                                            |        | Senegal                        | Dakar                       | Cultural: (vi)              | 1978 | A ilha foi o maior centro de comércio de escravos da costa africana entre os séculos XV e XIX. | [ 27 ] |
| Parque Nacional de Niokolo-Koba                                           |        | Senegal                        | Kédougou / Tambacounda      | Natural: (x)                | 1981 | As florestas e savanas que margeiam o rio Gâmbia têm uma fauna diversificada, incluindo o elande-de-Derby, chimpanzés, leões, pássaros, répteis e anfíbios. Em 2007, o parque foi listado como Patrimônio Mundial em Perigo devido a redução das populações de mamíferos e à construção de uma barragem.                                                        | [ 28 ] |
| Ilha de São Luís                                                          |        | Senegal                        | São Luís                    | Cultural: (ii), (iv)        | 2000 | O assentamento colonial francês do século XVII fica em uma ilha na foz do rio Senegal. Ele desempenhou um papel importante na cultura e economia da África Ocidental. | [ 29 ] |
| Santuário Nacional de Aves de Djoudj                                      |        | Senegal                        | São Luís                    | Natural: (vii), (x)         | 1981 | A área húmida do delta do rio Senegal abriga riachos, lagos e remansos. É o lar de 1,5 milhão de pássaros, incluindo o grande pelicano branco, a garça roxa, o colhereiro africano, a garça-real e os biguás. O santuário também abriga crocodilos, peixes-boi-africanos e outras espécies típicas do Sahel.                                                    | [ 30 ] |
| Koutammakou, País dos Batammariba                                         |        | Togo                           | Kara                        | Cultural: (v), (vi)         | 2004 | As casas das torres de barro dos Batammariba tornaram-se um símbolo do Togo. Elas variam de até dois andares e apresentam celeiros esféricos. | [ 31 ] |